# Estatua de Chollima

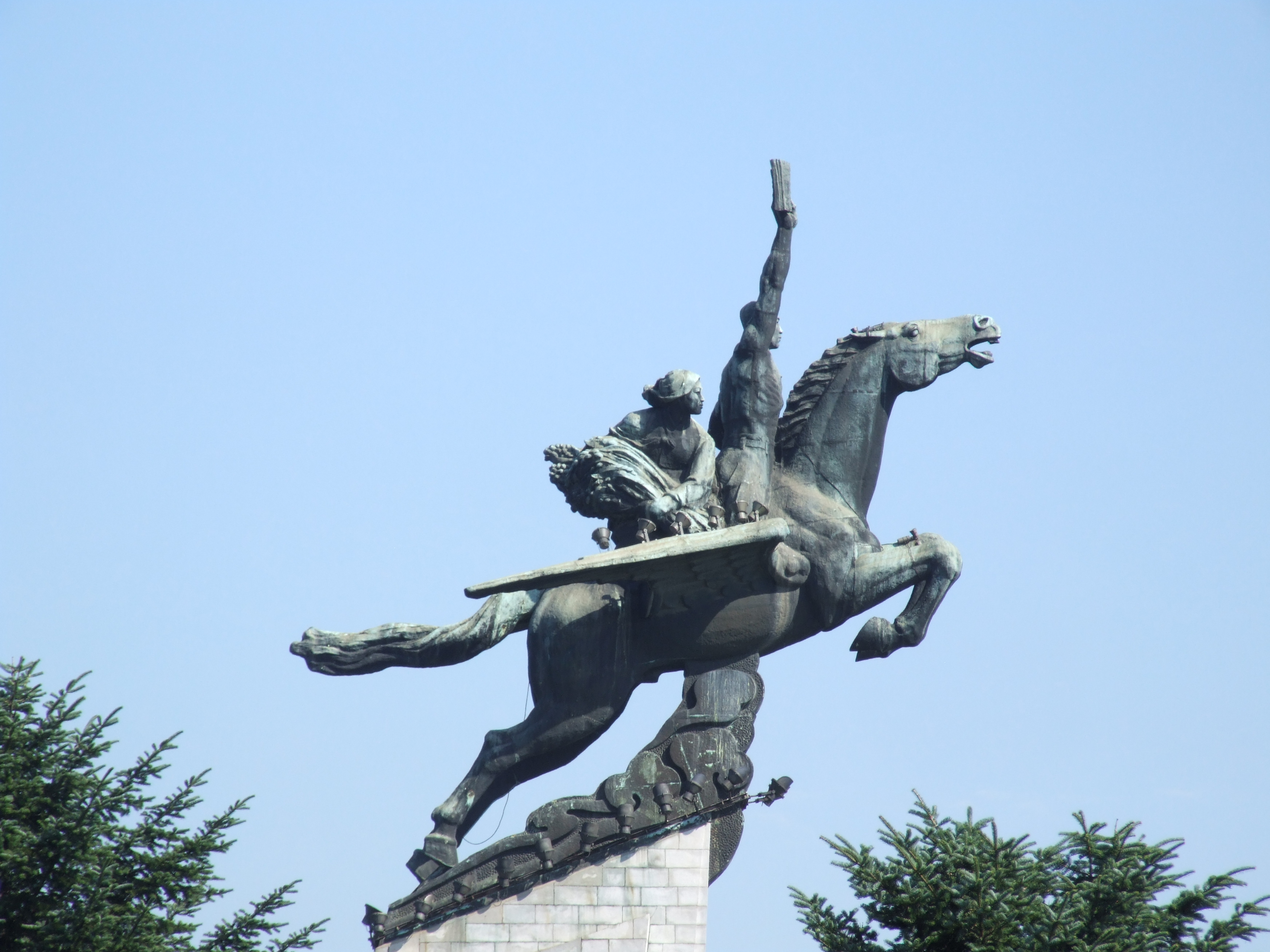
Estatua de Chollima

La Estatua de Chollima (En coreano: 천리마동상) es un monumento figurativo que simboliza un caballo realizado en granito, acero, y bronce, ubicado en el cerro Mansu, en la capital norcoreana de Pionyang. La obra representa la "Velocidad del movimiento" Chomilla.

## Origen y significado
El término “Chollima” proviene de la mitología coreana y relatos populares, se refiere a un caballo legendario que es capaz de recorrer mil li (aproximadamente 400 kilómetros) en un día, lo que lo convierte en un símbolo de velocidad y esfuerzo incansable. Durante la década de 1950, tras la devastación de la Guerra de Corea, el país se encontraba en un proceso de reconstrucción, y el gobierno de Kim Il-sung comenzó a promover el concepto del “Chollima Movement” o “Movimiento Chollima”. Este movimiento tenía como objetivo movilizar a la población para lograr un rápido desarrollo industrial y económico, y la estatua fue concebida como una representación de esa ideología.

## Construcción de la estatua
El monumento de Chollima tiene una altura de 46 metros desde su base, y la figura del caballo 14 metros de alto por 15 de longitud, fue inaugurada en 1961, durante la era de consolidación del régimen de Kim Il-sung. Su construcción fue parte de una serie de esfuerzos por marcar visualmente el poder y la determinación del estado norcoreano. Fue diseñada por el escultor cubano Juan José López, quien había sido invitado a trabajar en el proyecto por las autoridades norcoreanas, y fue erigida en la Plaza de la Victoria en Pionyang, que es un lugar simbólicamente significativo para la ciudad.
El caballo alado de la estatua está representado en una postura dinámica, con las alas extendidas hacia adelante, lo que simboliza el movimiento, la velocidad y el impulso hacia adelante. A la izquierda de la figura, aparece un hombre y una mujer, representando al pueblo trabajador que, al igual que el caballo mitológico, debe avanzar sin descanso hacia el logro de los ideales del régimen.

## El Chollima en la propaganda
El monumento de Chollima es una obra de arte monumental, y un potente símbolo de la propaganda del régimen de Kim Il-sung. A través de la figura del caballo, se transmitió el mensaje de que el pueblo norcoreano, al igual que el animal mítico, debía esforzarse al máximo para lograr los objetivos del país. La estatua refleja también la glorificación del trabajo colectivo y la unidad bajo el liderazgo de Kim Il-sung.
En los años posteriores, la estatua fue utilizada en diversos actos públicos como un recordatorio constante de los ideales del país. Se ha mantenido como un símbolo nacional y se encuentra en muchas representaciones visuales dentro de Corea del Norte, en carteles, monumentos, monedas y otros medios.

## Relevancia en la actualidad
Hoy en día, la estatua de Chollima sigue siendo un símbolo central de la ideología oficial de Corea del Norte. A pesar de que en el resto del mundo, Chollima puede no ser un término familiar, en Corea del Norte sigue siendo un emblema de los valores del régimen y el esfuerzo colectivo. A lo largo de los años, ha sido restaurada y mantenida como parte del patrimonio nacional, y continúa siendo un punto de referencia para los visitantes nacionales y extranjeros.
Es un recordatorio de la era de la “autarquía” de Corea del Norte y de la búsqueda del país por mantenerse independiente y autosuficiente en medio de la hostilidad externa y la adversidad interna. En las celebraciones nacionales, como el Día de la Fundación del Partido, la estatua se convierte en un lugar de encuentro y de honor para aquellos que desean rendir homenaje a los logros del país.

## Conclusión
La estatua de Chollima es una obra artística, y un símbolo profundamente arraigado en la identidad de Corea del Norte. Representa tanto la mitología como los valores que el régimen de Kim Il-sung deseaba infundir en la población para avanzar en la reconstrucción del país después de la guerra. A lo largo de las décadas, ha mantenido su relevancia como un emblema del esfuerzo y la determinación, y sigue siendo una de las figuras más destacadas en el panorama visual de Pionyang.